# Jehan le Cuvelier d'Arras
Jehan le Cuvelier d'Arras (fl. 1240 circa-1270) è stato un troviero associato alla cosiddetta "Scuola di Arras".
Jehan potrebbe essere lo stesso Johannes Cuvellarius di Bapaume, un sobborgo di Arras, menzionato in alcuni documenti del 1258.
È stato un interlocutore in nove jeux partis e giudice i sei; ha composto inoltre sei chansons courtoises, vale a dire:
- Amours est une merveille
- Anuis et desesperance
- J'ai une dame enamee
- Jolivetés et joenece
- Mout me plaisent a sentir
- Pour la meillour qu'onques formast Nature
- Pour çou me sui de canter entremis (acefala)

Quest'ultima può essere approssimativamente datata, poiché essa è dedicata a Wagon Wion, sceriffo (échevin) di Arras nel 1265 e morto entro il febbraio del 1273. Le chansons di Cuvelier sono prevalentemente eptasillabiche, tranne una (Pour la meillour) che è decasillabica, mentre altre contengono versi pentasillabici. Tutte sono nella forma bar ad eccezione di Amours est, che ha lo schema AA'BB'CC'DE. Caratteristico è l'uso di motivi nelle code. Insolito per il tempo e per il luogo era la sua predilezione per i modi plagali, eccetto in J'ai une dame dove il modo è autentico. Nella lettura della musica di Amours est, Mout me plaisent e Pour la meillour contenuto nello Chansonnier Cangé (BnF fr.846), esiste l'evidenza di ritmo modale. Le legature in Anuis et desesperance e Jolivetés suggeriscono inoltre il "libero uso" del ritmo modale.
Jehan de Grieviler parla di Cuvelier in Cuvelier, un jugement e in Cuvelier, j'ain mieus que moi, laddove Gamart de Vilers si rivolge a Cuvelier come "sire", fornendo in tal modo un'indicazione del suo rango. Il più popolare interlocutore di Cuvelier è stato Jehan Bretel, il quale inizia sei juex partis con lui:
- Cuvelier, dites moi voir
- Cuvelier, et vous, Ferri (indirizzato anche a Lambert Ferri)
- Cuvelier, or i parra
- Cuvelier, s'il est ainsi
- Cuvelier, vous amerés
- Je vous demant, Cuvelier, espondés

Bretel e Ferri si riuniscono per proporre un jeu insieme a Cuvelier e al Tresorier d'Aire: Biaus sire tresorier d'Aire. Cuvelier è inoltre stato giudice di un jeu parti in cui è coinvolto Adam de la Halle.